# Валдово (Семполенський повіт)
Валдово (пол. Wałdowo, нім. Waldau) — село в Польщі, у гміні Семпульно-Краєнське Семполенського повіту Куявсько-Поморського воєводства.
Населення — 705 осіб (2011).
У 1975-1998 роках село належало до Бидгощського воєводства.

## Демографія
Демографічна структура станом на 31 березня 2011 року:
|          | Загалом | Допрацездатний вік | Працездатний вік | Постпрацездатний вік |
| -------- | ------- | ------------------ | ---------------- | -------------------- |
| Чоловіки | 350     | 102                | 221              | 27                   |
| Жінки    | 355     | 101                | 194              | 60                   |
| Разом    | 705     | 203                | 415              | 87                   |